# 弦楽四重奏曲第19番 (モーツァルト)

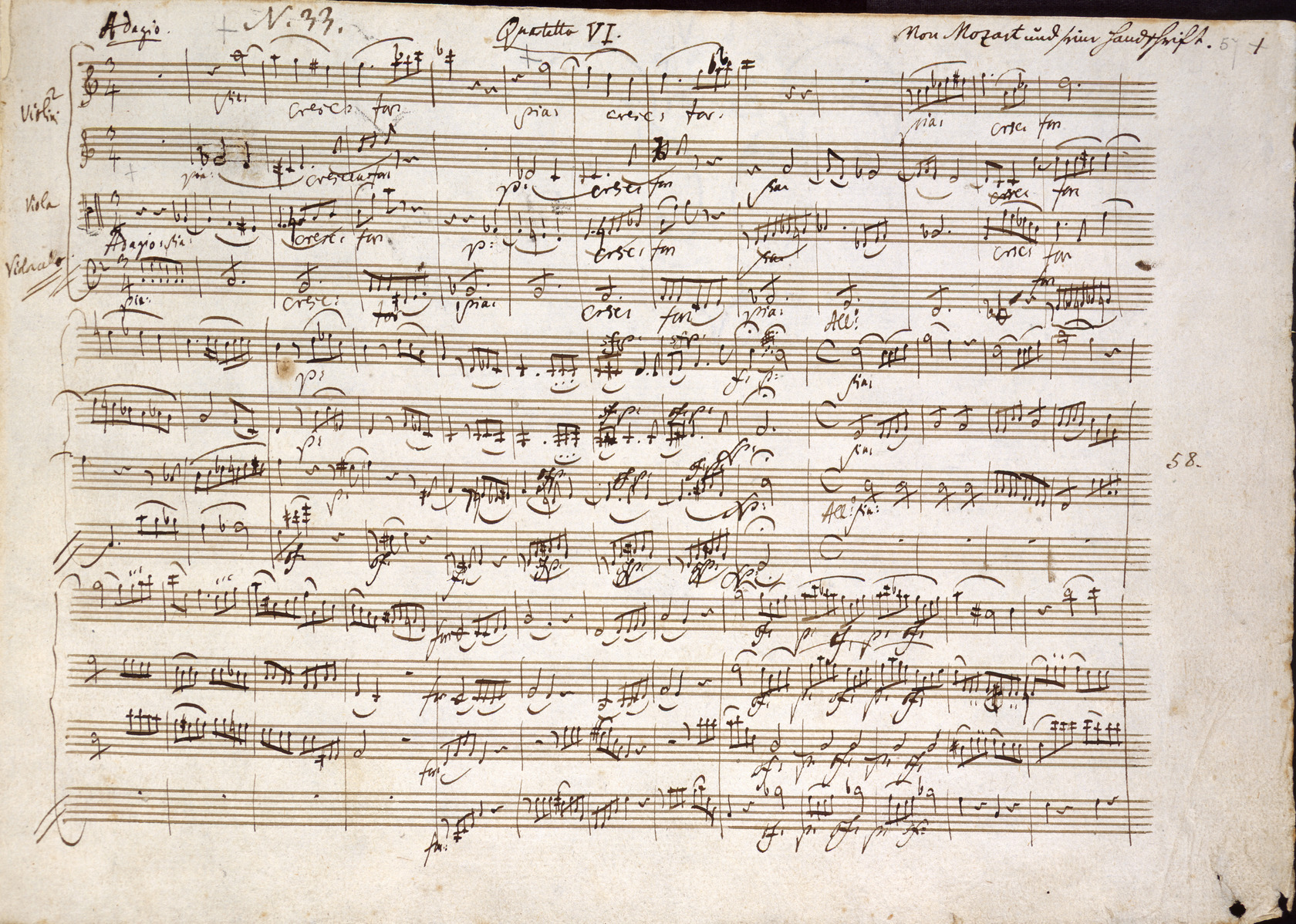
弦楽四重奏曲第19番の自筆譜

弦楽四重奏曲第19番 ハ長調 K. 465 は、ヴォルフガング・アマデウス・モーツァルトが1785年に作曲した弦楽四重奏曲。フランツ・ヨーゼフ・ハイドンに捧げられた全6曲ある『ハイドン・セット』のうちの6曲目であり、第1楽章冒頭の異様とも聴こえる大胆な和声から、『不協和音』（Dissonanzenquartett）の愛称で知られる。

## 概要
『ハイドン・セット』の最後を飾る本作は、モーツァルト自身による作品目録によれば1785年の1月14日にウィーンで完成したと記されている。特筆すべきはやはり愛称の由来となった第1楽章冒頭の響きであるが、本作を含む6曲の弦楽四重奏曲を贈られたハイドンはモーツァルトにとって数少ない理解者であったものの、メイナード・ソロモンによれば「ハイドンはこの『不協和音』四重奏曲の冒頭の前衛的な部分に対しては、近寄りたくないと思っていた」という。また、ゲオルク・ニコラウス・ニッセンが著したモーツァルトの伝記によれば、ハンガリーの貴族であるグラサルコヴィッツ侯（Fürst Grassalkowitsch）の居館で本作が演奏された際に、公が演奏者に対し何度も「あなたたちの演奏は正しくありません！」と怒り、演奏者がそうではないことを納得させると、楽譜を破いてしまったというエピソードが残っている。

## 曲の構成
全4楽章、演奏時間は約30分。
- 第1楽章 アダージョ - アレグロ
ハ長調、4分の4拍子、ソナタ形式。

冒頭22小節は、愛称の由来ともなった異様とも聴こえる和声効果を持つ序奏が置かれている。ここではチェロは "C"、ヴィオラは "A♭"、第2ヴァイオリンは "E♭"、第1ヴァイオリンは "A" の音で開始する。この響きは当時としては理解し難いものであり、モーツァルトや写譜職人の誤記と真剣に思った人すらいたといわれる。ただし、この序奏の後は一転し、モーツァルトらしい明快な曲となる。
- 第2楽章 アンダンテ・カンタービレ
ヘ長調、4分の3拍子、二部形式（または展開部を欠くソナタ形式）。
- 第3楽章 メヌエット：アレグロ - トリオ
ハ長調 - ハ短調、4分の3拍子。
- 第4楽章 アレグロ
ハ長調、4分の2拍子、ソナタ形式。